# Cypripediaceae
Cypripediaceae is een botanische naam, voor een familie van eenzaadlobbige planten. Een familie onder deze naam wordt zelden erkend door systemen voor plantentaxonomie, maar wel door het Dahlgrensysteem. In de regel worden de betreffende planten ingedeeld in de familie Orchidaceae, alwaar eventueel een onderfamilie Cypripedioideae onderscheiden wordt.